# Kardinal-Innitzer-Förderungspreis für Geisteswissenschaften
Der Kardinal-Innitzer-Förderungspreis für Geisteswissenschaften ist ein von der Erzdiözese Wien verliehener Wissenschaftspreis. Der Preis ist nach dem Kardinal Theodor Innitzer benannt.

## Der Kardinal-Innitzer-Studienfonds
Dotiert wird der Kardinal-Innitzer-Förderungspreis für Geisteswissenschaften durch den Kardinal-Innitzer-Studienfonds, eine Einrichtung zur Förderung der Wissenschaft. Er vergibt jährlich Förderungspreise an hervorragende junge österreichische Wissenschafter in verschiedenen Wissenschaftsdisziplinen.
Für die Prämierung kommen wissenschaftliche Arbeiten in Frage, die in ihrer wissenschaftlichen Bedeutung einer Habilitationsschrift gleichzusetzen sind. Die Bewerber sollen österreichische Staatsbürger sein. Die Arbeiten ausländischer Staatsbürger werden angenommen, wenn sie in Österreich an einer wissenschaftlichen Institution ständig arbeiten. Die Bewerbungen werden durch den Studienfonds begutachtet, wobei auch externe Gutachter beauftragt werden.

## Preisverleihung
Die Preisverleihung nimmt der Erzbischof von Wien, derzeit Kardinal Christoph Schönborn, im Rahmen einer feierlichen Vergabesitzung im Dezember jedes Kalenderjahres vor.

## Träger des Kardinal-Innitzer-Förderungspreises für Geisteswissenschaften
- 1971: Otto Gschwantler, Skandinavist
- 1972: William Butollo, Psychologe; Oskar Pausch, Germanist
- 1973: Helmut Rumpler, Historiker
- 1974: Johannes Koder, Byzantinist
- 1975: Robert Fleischer, Klassischer Archäologe; Karlheinz Rossbacher, Germanist
- 1976: Siegfried Haider, Historiker; Franz Viktor Spechtler, Germanist und Mediävist
- 1977: Johannes Divjak, Klassischer Philologe; Sepp Linhart, Japanologe; Alois Mosser, Historiker
- 1978: Hans-Joachim Müller, Romanist und Literaturwissenschaftler; Helmut Georg Satzinger, Ägyptologe und Koptologe
- 1979: Bernhard Doppler, Germanist; Wendelin Schmidt-Dengler, Literatur- und Sprachwissenschafter
- 1980: Anton Schwob, Germanist; Helfried Valentinitsch, Wirtschaftshistoriker; Ruth Wodak, Sprachwissenschafterin
- 1981: kein Preis vergeben
- 1982: Roman Sandgruber, Historiker
- 1983: Herbert Seifert, Musikwissenschaftler; Gertrud Viehauser; Werner Fritz, Judaist
- 1984: Heide Dienst, Historikerin; Murray G. Hall, Germanist; Horst Haselsteiner, Historiker; Georg Scheibelreiter, Historiker und Heraldiker; Friedrich Wallner, Philosoph und Wissenschaftstheoretiker
- 1985: Manfred Prisching, Soziologe
- 1986: Franz Prammer, Philosoph
- 1987: Günter Burkert, Historiker; Erwin Waldschütz, Philosoph; Patrick Werkner, Kunsthistoriker
- 1988: Leopold Hellmuth, Germanist; Franz Stuhlhofer, Historiker; Wolfgang Zach, Anglist
- 1989: Falko Daim, Archäologe
- 1990: Annemarie Karpf, Anglistin
- 1991: kein Preis vergeben
- 1992: kein Preis vergeben
- 1993: Franz Eybl, Germanist; Walter Slaje, Indologe
- 1994: Ingrid Bennewitz, Mediävistin
- 1995: Michael Memmer, Rechtshistoriker
- 1996: Eva Gugenberger, Romanistin; Josef Perger, Philosoph
- 1997: kein Preis vergeben
- 1998: Roland Bauer, Romanist; Wynfrid Kriegleder, Literaturwissenschaftler und Germanist; Bernhard Palme, Papyrologe und Althistoriker; Manfred Pascher, Philosoph
- 1999: Johann Werfring, Historiker; Wolfgang Wohlmayr, Klassischer Archäologe
- 2000: Ludwig Fladerer, Klassischer Philologe; Johannes Freiler, Jurist
- 2001: Sabine Coelsch-Foisner, Anglistin und Literaturwissenschafterin
- 2002: Andrea Lindmayr-Brandl, Musikwissenschaftlerin; Kurt Remele, Theologe und Ethiker
- 2003: Martin Sexl, Komparatist
- 2004: Werner Telesko, Kunsthistoriker
- 2005: Oliver Vitouch, Psychologe und Kognitionswissenschaftler; Andreas Vonach, Theologe
- 2006: Barbara Schröttner, Erziehungswissenschafterin
- 2007: kein Preis vergeben
- 2008: Nina-Maria Wanek, Musikwissenschaftlerin; Wolfram Ziegler, Historiker
- 2009: kein Preis vergeben
- 2010: Christian Neuhuber, Germanist; Simone Paganini, Theologe
- 2011: Christoph Ebner, Rechtshistoriker
- 2012: kein Preis vergeben
- 2013: Peter Albin Kritzer, Mathematiker; Mihailo Popovic, Byzantinist
- 2014: Andrea Korenjak, Psychologin und Musikwissenschaftlerin
- 2015: kein Preis vergeben
- 2016: Martin Lang, Altorientalist; Susanne Schwab, Inklusionsforscherin
- 2017: Christina Antenhofer, Historikerin
- 2018: Michael Zichy, Philosoph[2]
- 2019: kein Preis vergeben
- 2020: kein Preis vergeben
- 2021: Simon Varga, Philosoph[3]
- 2022: kein Preis vergeben
- 2023: Ingeborg Zechner, Musikwissenschaftlerin[4]
- 20024: kein Preis vergeben